# Huadanosaurus

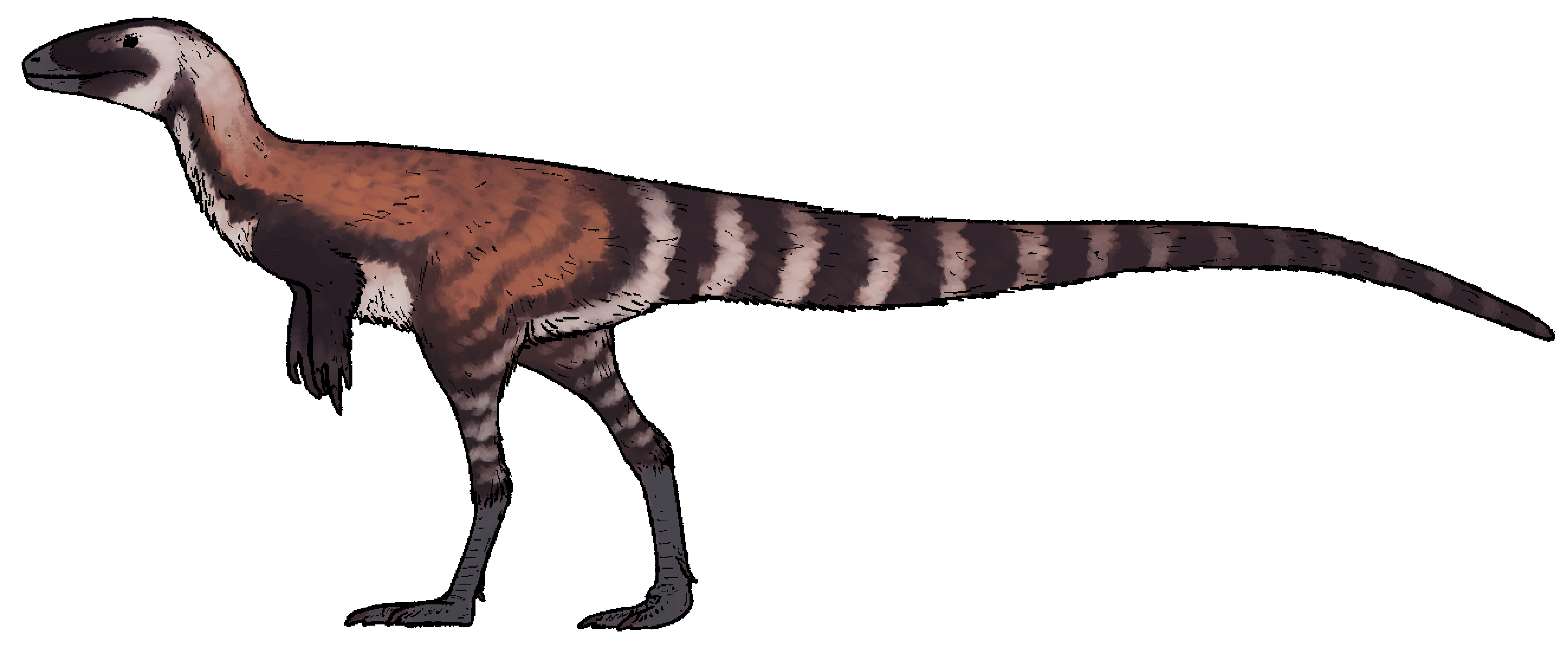
Huadanosaurus

Huadanosaurus is een geslacht van vleesetende theropode dinosauriërs, behorend tot de Coelurosauria, dat tijdens het vroege Krijt leefde in het gebied van het huidige China. De enige benoemde soort is Huadanosaurus sinensis.

## Vondst en naamgeving
Bij Dawangzhangzi in Liaoning werd een skelet van een kleine theropode gevonden. Het werd in 2006 toegevoegd aan de collectie van het Institute of Vertebrate Paleontology and Paleoanthropology te Beijing. Het werd daar geprepareerd door Li Yutong.

Het holotype

In 2025 werd de typesoort Huadanosaurus sinensis benoemd en beschreven door Qiu Rui, Wang Xiaolin, Jiang Shunxing, Meng Jin en Zhou Zhonghe. De geslachtsnaam is afgeleid van het Chinees huadan, "jubileum", een verwijzing naar het zeventigjarige jubileum van de paleontologische tak van de Chinese academie van wetenschappen. De soortaanduiding verwijst naar de herkomst uit China. De Life Science Identifiers zijn 9AC095B9-CC01-43C7-8470-B29D14A72E9B voor het geslacht en BCB3196D-3204-47E2-8681-38D4CAE9BA9A voor de soort.
Het holotype, IVPP V 14202, is gevonden in de Dawangzhangzibedden van de Yixianformatie. Er is sinds 1990 zeer intensief geologisch onderzoek verricht naar de ouderdom van deze lagen met vaak een omstreden uitkomst. In het beschrijvende artikel baseert men zich op recente studies die concluderen dat alle vondsten uit de formatie afkomstig zijn uit een zeer kort interval met een duur van nog niet één miljoen jaar, vermoedelijk 125 miljoen jaar oud, het laatste Barremien. Het bestaat uit een vrijwel volledig skelet met schedel, platgedrukt op een plaat. Alleen de voeten en de staartpunt ontbreken. Het betreft wellicht een jong dier. In de buikholte zijn botjes gevonden van prooidieren. Er waren geen resten van een mogelijk verenkleed zichtbaar, maar met een scalpel werd bij de staarbasis een schilfer verwijderd op de onderkant waarvan filamenten met melanosomen bleken te zitten. Die werden gemeld in 2010. Het specimen werd toen nog aan Sinosauropteryx toegewezen.

## Beschrijving

### Grootte
Het holotype is ongeveer een meter lang. Het kan zijn dat de volwassen grootte hoger ligt.

### Onderscheidende kenmerken
De beschrijvers stelden enkele onderscheidende kenmerken vast. Het zijn autapomorfieën, unieke afgeleide eigenschappen. Er bevindt zich een grote ovale uitholling tussen de voorrand van de uitholling rond de fenestra antorbitalis en het bovenkaaksbeen. Het traanbeen toont een grote insparing. Het dentarium heeft aan de achterste onderrand een U-vormige vork. De fenestra mandibularis, het venster in de buitenwand van de onderkaak, is klein en halvemaanvormig. De draaier, de tweede halswervel, heeft een waaiervormig doornuitsteeksel. De achterste halswervels hebben sterk horizontaal verlengde wervellichamen. De voorste halswervels hebben kleine pleurocoelen, pneumatische uithollingen in de zijwanden. Het ravenbeksbeen is overdwars verbreed en niet ovaalvormig. Het darmbeen heeft een goed ontwikkelde kam boven het heupgewricht. Het zitbeen bezit een processus obturatorius waarvan de basis 70% van de lengte beslaat van de schacht. Het scheenbeen is 30% langer dan het dijbeen.

### Skelet

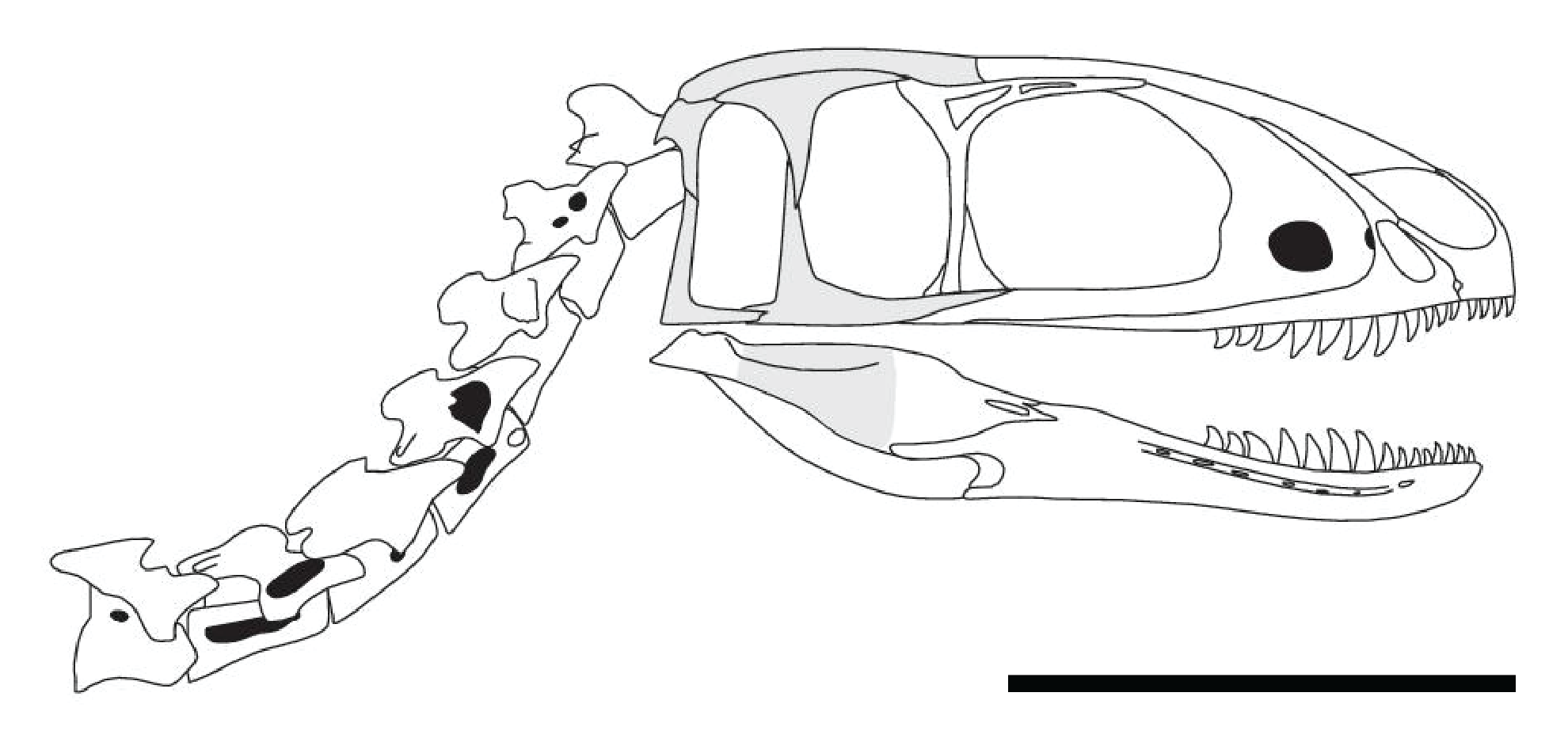
Diagram van de schedel en nek

De schedel heeft een lengte van 100,59 millimeter. Dat is vrij groot, gelijk aan 37% van de presacrale lengte van de wervelkolom. Wellicht komt dat omdat het een juveniel dier betreft. De snuit is hoog. Het neusgat is groot. Het foramen onder het neusgat ligt opvallend laag, op de onderste helft van de praemaxilla, waar de meeste theropoden het in de bovenste helft hebben. Het bovenkaaksbeen is veel hoger dan bij andere sinosauropterygiden, maar 72% langer dan hoog. De voorste tak vervloeit met de opgaande tak als bij Sinocalliopteryx en Scipionyx, zonder een holle inham. Een spleetvormige fenestra promaxillaris doorboort de voorste bovenhoek van de uitholling ronde de fenestra antorbitalis net als bij Zuolong en de Tyrannosauridae. De meeste sinosauropterygiden missen een fenestra promaxillaris. Een driehoekige insparing in de hoek van het traanbeen wijst op een pneumatische holte als bij Alioramus. De holte kan niet direct aangetoond worden omdat het fossiel zo platgedrukt is.
Bij de voorste onderkaak lopen bovenrand en onderrand evenwijdig. De fenestra mandibularis externa wordt omsloten door de vork van het dentarium aam de voorzijde en het angulare aan de achterzijde. Het venster vormt een halve maan met de holle zijde naar achteren gericht.
De vier premaxillaire tanden zijn klein en recht. Op voorrand noch achterrand hebben ze kartelingen, net als bij Sinosauropteryx en Compsognathus. De veel grotere maxillaire tanden hebben een uitholling aan de basis van de buitenzijde. Hun achterste snijrand kromt naar buiten toe zoals bij Tyrannosauridae en Dromaeosauridae. Van de zesde maxillaire tand af zijn de achterranden gekarteld.

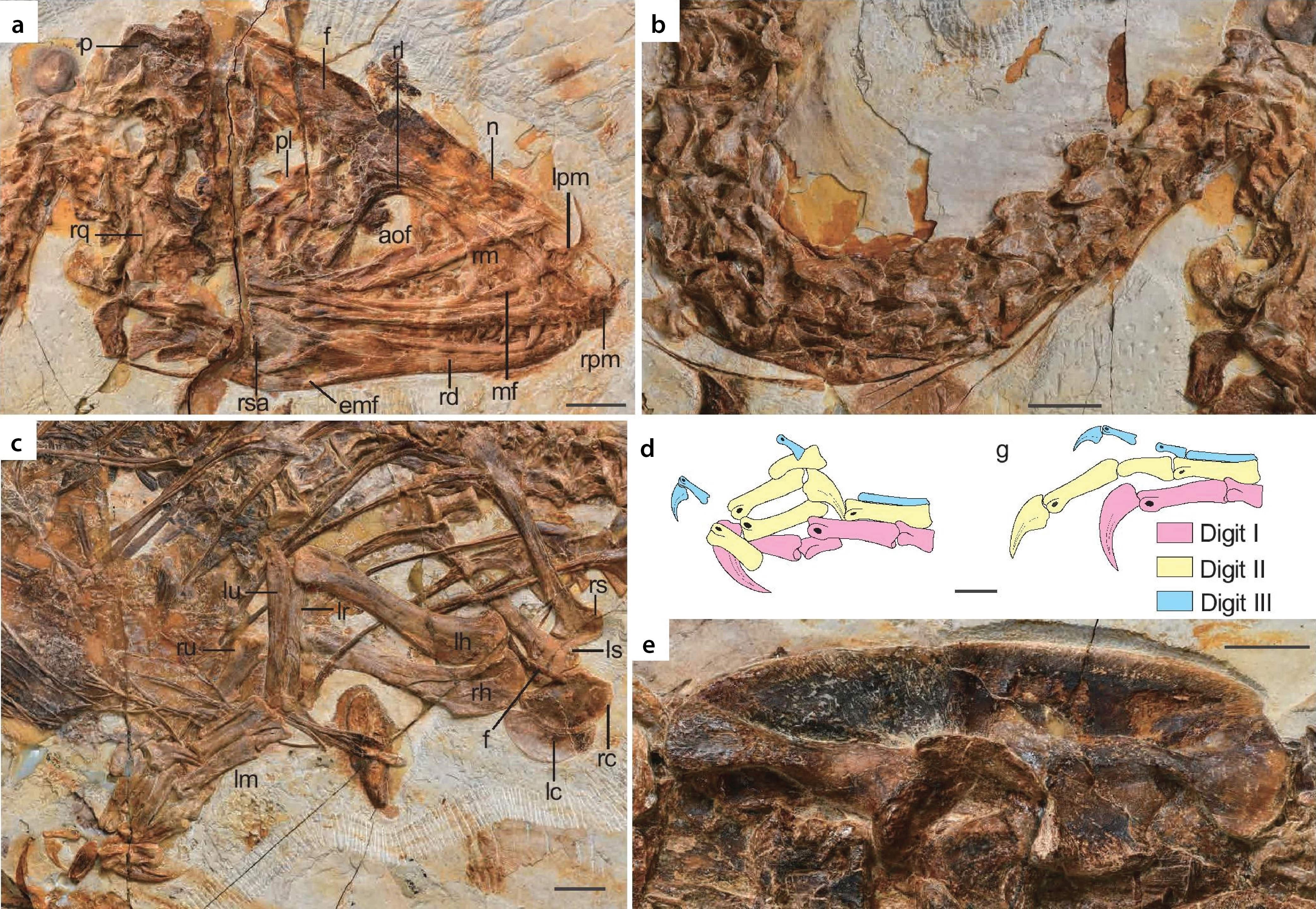
Details van het holotype

De draaier heeft het profiel van een parallellogram, terwijl dat bij compsognathiden meestal rechthoekig is. De zevende halswervels is de langste, bijna tweemaal langer dan de draaier. De eerste twee ruggenwervels hebben een ovale pleurocoel die ze missen bij compsognathiden. Het ravenbeksbeen heeft een gerekt ovaal profiel, nog versterkt door een verlengde onderste achterste tak wat afwijkt van de cirkelvorm bij compsognathiden. Bij het vorkbeen maken de takken een hoek van 144°. Het eerste middenhandsbeen heeft de helft van de lengte van het tweede middenhandsbeen. Dat de crista supracetabularis goed ontwikkeld is, wijkt sterk af van de toestand bij compsognathiden waar deze kam slechts een zwakke richel vormt of helemaal ontbreekt. Boven de kam deelt een verticale richel het zijvlak van het darmbeen in tweeën; dit kenmerk is wel gezien als een synapomorfie van de Tyrannosauroidea. Het scheenbeen is langer dan bij compsognathiden.

### Kleuring
De organellen in de onderzochte filamenten bleken faeomelanosomen te zijn. Die wijzen op een roodbruine kleur van de vacht of verenkleed die gediend kan hebben als camouflage.

## Fylogenie
De plaatsing van Huadanosaurus is problematisch. Dergelijke vormen werden tot nu toe in de Compsognathidae ondergebracht. De beschrijvers volgen echter de hypothese van Andrea Cau dat veel traditionele compsognathiden de jongen zijn van grotere Tetanurae. Zijn dataverzameling werd hiervoor gecorrigeerd door OPG: Ontogenetic State Partitioning. Na dat proces valt Huadanosaurus in een clade waar Compsognathus zelf buiten valt en waarvoor de beschrijvers de term Sinosauropterygidae gebruiken.
Het volgende cladogram toont de positie in de evolutionaire stamboom bij toepassing van de gegevensverzameling van Cau.
|  | Sinosauropteryx lingyuanensis |
|  |                               |
|  | Sinosauropteryx prima         |
|  |                               |

|  | Huadanosaurus sinensis                                                           |
|  |                                                                                  |
|  | \| \| Mirischia asymmetrica \| \| \| \| \| \| Sinocalliopteryx gigas \| \| \| \| |
|  |                                                                                  |
|  | Mirischia asymmetrica                                                            |
|  |                                                                                  |
|  | Sinocalliopteryx gigas                                                           |
|  |                                                                                  |

|  | Mirischia asymmetrica  |
|  |                        |
|  | Sinocalliopteryx gigas |
|  |                        |

|  | Huadanosaurus sinensis                                                           |
|  |                                                                                  |
|  | \| \| Mirischia asymmetrica \| \| \| \| \| \| Sinocalliopteryx gigas \| \| \| \| |
|  |                                                                                  |
|  | Mirischia asymmetrica                                                            |
|  |                                                                                  |
|  | Sinocalliopteryx gigas                                                           |
|  |                                                                                  |

|  | Mirischia asymmetrica  |
|  |                        |
|  | Sinocalliopteryx gigas |
|  |                        |

|  | Sinosauropteryx lingyuanensis |
|  |                               |
|  | Sinosauropteryx prima         |
|  |                               |

|  | Huadanosaurus sinensis                                                           |
|  |                                                                                  |
|  | \| \| Mirischia asymmetrica \| \| \| \| \| \| Sinocalliopteryx gigas \| \| \| \| |
|  |                                                                                  |
|  | Mirischia asymmetrica                                                            |
|  |                                                                                  |
|  | Sinocalliopteryx gigas                                                           |
|  |                                                                                  |

|  | Mirischia asymmetrica  |
|  |                        |
|  | Sinocalliopteryx gigas |
|  |                        |

|  | Huadanosaurus sinensis                                                           |
|  |                                                                                  |
|  | \| \| Mirischia asymmetrica \| \| \| \| \| \| Sinocalliopteryx gigas \| \| \| \| |
|  |                                                                                  |
|  | Mirischia asymmetrica                                                            |
|  |                                                                                  |
|  | Sinocalliopteryx gigas                                                           |
|  |                                                                                  |

|  | Mirischia asymmetrica  |
|  |                        |
|  | Sinocalliopteryx gigas |
|  |                        |

|  | Tyrannosauroidea |
|  |                  |
|  | Maniraptora      |
|  |                  |

|  | Sinosauropteryx lingyuanensis |
|  |                               |
|  | Sinosauropteryx prima         |
|  |                               |

|  | Huadanosaurus sinensis                                                           |
|  |                                                                                  |
|  | \| \| Mirischia asymmetrica \| \| \| \| \| \| Sinocalliopteryx gigas \| \| \| \| |
|  |                                                                                  |
|  | Mirischia asymmetrica                                                            |
|  |                                                                                  |
|  | Sinocalliopteryx gigas                                                           |
|  |                                                                                  |

|  | Mirischia asymmetrica  |
|  |                        |
|  | Sinocalliopteryx gigas |
|  |                        |

|  | Huadanosaurus sinensis                                                           |
|  |                                                                                  |
|  | \| \| Mirischia asymmetrica \| \| \| \| \| \| Sinocalliopteryx gigas \| \| \| \| |
|  |                                                                                  |
|  | Mirischia asymmetrica                                                            |
|  |                                                                                  |
|  | Sinocalliopteryx gigas                                                           |
|  |                                                                                  |

|  | Mirischia asymmetrica  |
|  |                        |
|  | Sinocalliopteryx gigas |
|  |                        |

|  | Sinosauropteryx lingyuanensis |
|  |                               |
|  | Sinosauropteryx prima         |
|  |                               |

|  | Huadanosaurus sinensis                                                           |
|  |                                                                                  |
|  | \| \| Mirischia asymmetrica \| \| \| \| \| \| Sinocalliopteryx gigas \| \| \| \| |
|  |                                                                                  |
|  | Mirischia asymmetrica                                                            |
|  |                                                                                  |
|  | Sinocalliopteryx gigas                                                           |
|  |                                                                                  |

|  | Mirischia asymmetrica  |
|  |                        |
|  | Sinocalliopteryx gigas |
|  |                        |

|  | Huadanosaurus sinensis                                                           |
|  |                                                                                  |
|  | \| \| Mirischia asymmetrica \| \| \| \| \| \| Sinocalliopteryx gigas \| \| \| \| |
|  |                                                                                  |
|  | Mirischia asymmetrica                                                            |
|  |                                                                                  |
|  | Sinocalliopteryx gigas                                                           |
|  |                                                                                  |

|  | Mirischia asymmetrica  |
|  |                        |
|  | Sinocalliopteryx gigas |
|  |                        |

|  | Tyrannosauroidea |
|  |                  |
|  | Maniraptora      |
|  |                  |

## Levenswijze
Huadanosaurus deelt veel aanpassingen, bij voorbeeld voor een hogere bijtkracht, met de Tyrannosauroidea. De neusbeenderen zijn versmolten op de middenlijn van de snuit. De snijranden van de tanden zijn gewrongen. Het zijvlak van het surangulare heeft een beenplateau. Boven de kam op het darmbeen ligt een richel. Volgens de beschrijvers wijzen die niet op een behoren tot de tyrannosauroïden, maar zijn ze een geval van convergente evolutie, een gevolg van selectiedruk door een overeenkomende levenswijze als predator. Overigens meende Andrea Cau dat het om een juveniel van een tyrannosauroïde zou kunnen gaan, wellicht Yutyrannus, dat alleen door de jonge leeftijd bij de Sinosauropterygidae in de analyse uitviel.
De bijtkracht van Huadanosaurus werd door de beschrijvers vooral hoger geacht dan die van andere Sinosauropterygidae door het beenplateau op het surangulare dat veel sterkere sluitspieren zou kunnen dragen. De zwaardere kop zou ondersteund kunnen worden door de hoge doornuitsteeksels van de nek. De kleine tanden van de praemaxillae wijzen er echter op dat geen belangrijke plukkende of happende beweging werd uitgevoerd zoals bij Tyrannosauridae. Dat wordt bevestigd door de prooiresten in de buikholte. Die bestaan uit zoogdiertjes die in hun geheel zijn verzwolgen. Ze liggen op verschillende posities in het spijsverteringskanaal. De grotere prooi bestaat uit een lid van de Eutriconodonta (misschien meer bepaald de Gobiconodontidae) die met het hoofd naar beneden is opgeslokt. De kleinere is een lid van de Pan-Placentalia (waaronder basale Eutheria) dat met de staart naar achteren ligt. De beschrijvers meenden dat de hand onvoldoende krachtig gebogen kon worden om zelfs zulke kleine prooien te doden. Een zoogdiertje zou met de hand gegrepen zijn, met de langere maxillaire tanden in één beet gedood en dan meteen ingeslikt. Zoogdieren waren in die tijd nachtdieren en uit de geringe zuurschade op de botjes leidde men af dat die slechts uren in het spijsverteringskanaal hadden doorgebracht en Huadanosaurus dus kennelijk ook 's-nachts actief was. Dat hij warmbloedig was, zoals blijkt uit de pneumatisering van het skelet, en geïsoleerd met een verenkleed maakte het mogelijk ook de vrij lage wintertemperatuur van de Liaoning te doorstaan. Eutricanodonta waren gronddieren en Eutheria toen boomklimmend wat aanwijzingen geeft over de flexibiliteit in het kiezen van een habitat bij jongen van Huadanosaurus. Sinosauropteryx zou overdag op grotere prooien gejaagd hebben.